# Buryn'
Buryn' (in ucraino Буринь?) è una città dell'Ucraina (8 197 abitanti) situata nel distretto di Konotop, nell'oblast' di Sumy. Ospita l'amministrazione della comunità territoriale di Buryn', una delle comunità territoriali dell'Ucraina.
Fino al 18 luglio 2020 Buryn' è stata il centro amministrativo del distretto di Buryn', abolito come parte della riforma amministrativa dell'Ucraina. L'area del distretto di Buryn' è stata trasferita al distretto di Konotop.